# Paweden (Karangkobar)
Paweden is een bestuurslaag in het regentschap Banjarnegara van de provincie Midden-Java, Indonesië. Paweden telt 1260 inwoners (volkstelling 2010).